# Kernkraftwerk Buschehr
Das Kernkraftwerk Buschehr, auch Bushehr (persisch نیروگاه اتمی بوشهر, DMG nirugāh-e atomi-ye Bušehr), liegt im Süden des Iran, 17 Kilometer südlich der rund 171.000 Einwohner zählenden Stadt Buschehr am Persischen Golf und 760 Kilometer südlich der Hauptstadt Teheran. Das Kraftwerk war ursprünglich für zwei Druckwasserreaktor-Blöcke baugleich mit denen des Kernkraftwerks Biblis konzipiert, die für jeweils rund 1.300 MW ausgelegt waren. Später übernahm Atomstroiexport den Bau des Kernkraftwerkes und änderte die Pläne auf zunächst einen WWER-1000/446. Anfang September 2011 wurde es an das nationale Stromnetz angeschlossen. Das Kraftwerk versorgt vor allem die Provinzen Buschehr und Fars mit Elektrizität.

## Geschichte

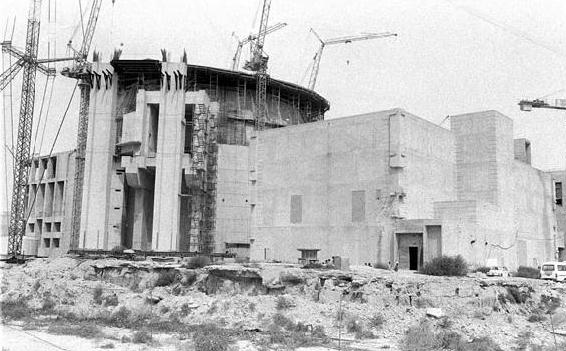
In Bau befindliche KWU-Anlage, in den 1980er Jahren

Das Kraftwerk wurde bereits in den 1970er Jahren geplant und sollte von der Kraftwerk Union, einem Joint Venture von Siemens AG und AEG, errichtet werden. Der Bau begann am 1. Mai 1975, wobei ursprünglich zwei Druckwasserreaktoren vorgesehen waren, wie sie im Kernkraftwerk Biblis verwendet wurden. Die Fertigstellung war für 1982 geplant, wobei der Bau der Sicherheitshülle in die Zuständigkeit der Fried. Krupp AG fallen sollte. Die Gesamtkosten des Baus wurden auf vier bis sechs Milliarden US-Dollar veranschlagt. Ungefähr 5500 Deutsche lebten in dem zur Baustelle gehörenden Camp, davon etwa 2800 Familienangehörige. Zur Infrastruktur gehörte die Deutsche Auslandsschule Buschehr, das Krankenhaus und ein Fernsehstudio. Eine Auslandsbaustelle mit diesen Dimensionen gab es bis jetzt nicht wieder.
Nachdem im Jahre 1979 jedoch das Schahregime im Verlauf der Islamischen Revolution gestürzt wurde, kam der Bau zum Erliegen – Block 1 war zu diesem Zeitpunkt zu 85 % fertiggestellt, Block 2 zu 50 %. Siemens zog sich aus mehreren Gründen aus dem Projekt zurück:
- wegen der unsicheren politischen Lage,
- wegen Bedenken, die Anlage könne von dem neuen antiwestlichen Regime (siehe Politische Entwicklung des Iran seit 1979) für militärische Zwecke verwendet werden,
- da die iranische Seite im Zahlungsrückstand war,
- da der religiöse Führer des Iran, Ajatollah Ruhollah Chomeini, erklärte, die Atomkraft sei mit dem Islam nicht zu vereinbaren.

Das Kraftwerk wurde zur Bauruine; es erlitt im Verlauf des Iran-Irak-Krieges 1987 und 1988 einige Beschädigungen durch irakische Luftangriffe.
1995 erklärte sich dann Russland vertraglich bereit, das Projekt zu unterstützen. Während der äußere Aufbau des ursprünglichen Plans beibehalten wurde, entschied man sich nun für die russische WWER-Technologie (3. Generation). Der Bau erfolgte nunmehr durch das Unternehmen Atomstroiexport, das dem russischen Atomenergieministerium (Minatom) unterstellt ist. Vor allem seit 2004 steht der Bau wegen der zunehmenden internationalen Kritik am iranischen Atomprogramm im Fokus der öffentlichen Aufmerksamkeit, da befürchtet wird, der Iran könne verbrauchte Brennstäbe des Kraftwerks zur Plutoniumgewinnung verwenden. Bis Anfang Januar 2008 soll, von russischer Seite, mehr als die Hälfte des benötigten Kernbrennstoffes zur Inbetriebnahme geliefert worden sein. Der Rest (38 t) wurde im Januar 2008 geliefert. Russland hat sich bereit erklärt, die Brennstäbe nach der Nutzung in Russland zu entsorgen. Der erste Testlauf der Anlage mit noch virtuellem Brennstoff wurde bereits Februar 2009 durchgeführt.
Die Bauarbeiten wurden im August 2010 vollendet, am 21. August 2010 wurde die Anlage als erstes iranisches Kernkraftwerk offiziell eröffnet. Am 26. Oktober 2010 begann die Beladung des Reaktors mit russischem Brennstoff unter der Aufsicht der IAEA. Ursprünglich sollte der Reaktor bereits im September 2010 betriebsbereit sein, technische Probleme verzögerten aber das Einführen des Brennstoffes. Anfang 2011 sollte das Kernkraftwerk eigentlich ans Netz gehen, die volle Leistung sollte innerhalb eines halben Jahres erreicht werden. Während der einjährigen Garantiezeit sollte das Kraftwerk dann durch ein russisch-iranisches Gemeinschaftsunternehmen betrieben werden. Das zugehörige Protokoll wurde bereits am 21. August 2010 unterschrieben.
Im September 2010 erklärte der iranische Kommunikationsminister Resa Taghipur, dass im Iran rund 30.000 Computer von dem Computerwurm Stuxnet befallen seien, darunter auch Rechner des Kernkraftwerks Buschehr. Im Februar 2011 hat Rosatom bekanntgegeben, dass eine der vier großen Reaktorkühlpumpen einen Schaden erlitten hat. Die gründliche Reinigung des Reaktors von Metallpartikeln erforderte das vorübergehende Entfernen der Brennelemente. Der Reaktor wurde um 11:12 Uhr am 8. Mai 2011 erstmals kritisch und wurde dann auf minimaler Leistung bis zum Abschluss der Tests gefahren. Der kommerzielle Betrieb sollte voraussichtlich zwei Monate danach erfolgen.

## Technik und Betrieb

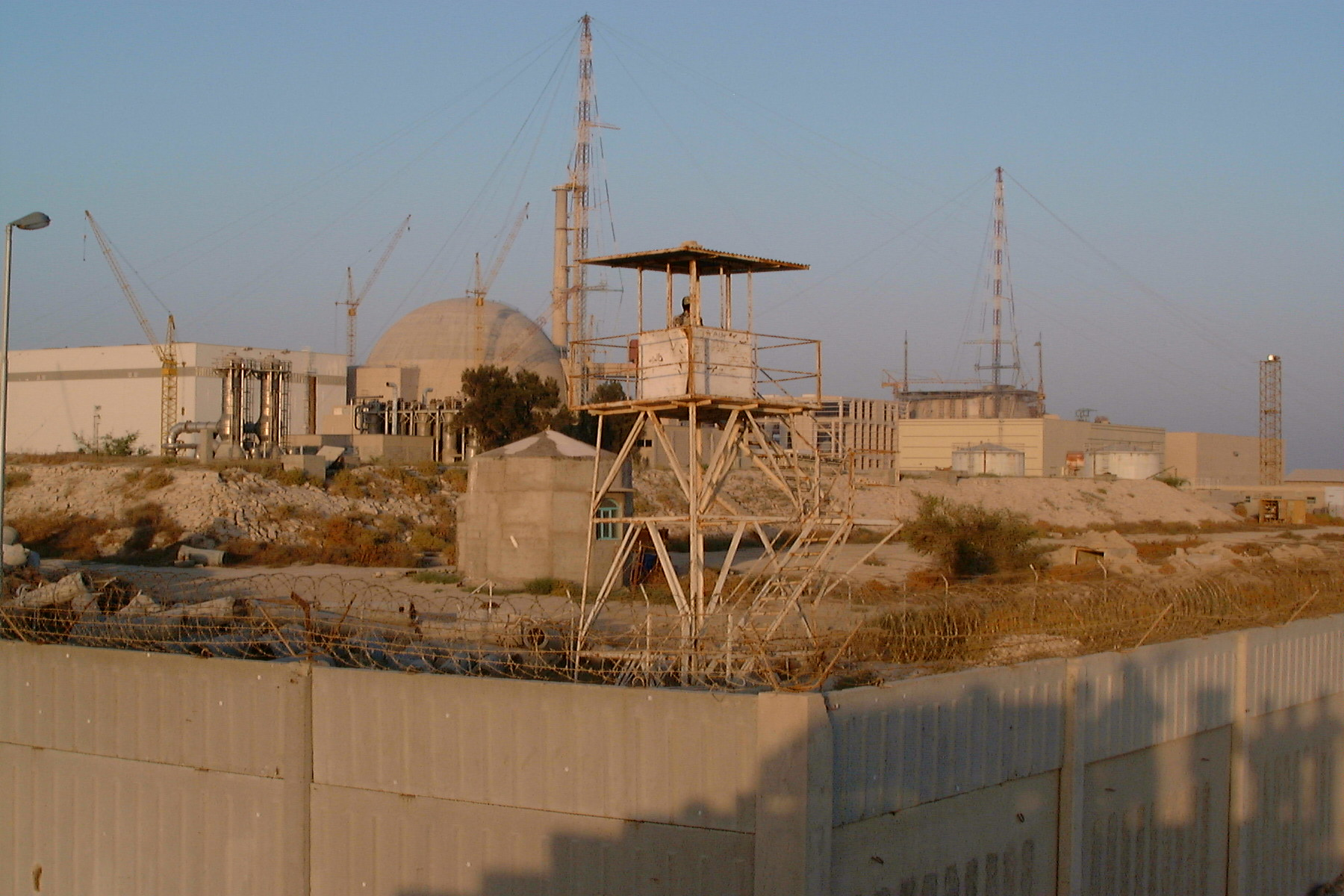
Kernkraftwerk Bushehr, 2000

In der Nacht vom 3. auf den 4. September 2011 wurde das Kernkraftwerk nach iranischen Behördenangaben an das nationale Stromnetz angeschlossen. Es lieferte anfangs 60 MW elektrische Leistung zu Testzwecken, was bis zum 12. September 2011 auf 400 MW gesteigert werden sollte. In den kommenden Monaten sollte die volle Kapazität von 1000 MW erreicht werden. Anfang Mai 2012 erreichte das Kernkraftwerk während der geplanten Testläufe 90 % seiner Leistung, wurde jedoch wieder auf 75 % gesenkt. Der kommerzielle Betrieb mit voller Leistung war laut Mitteilung der russischen Presseagentur Interfax für Ende 2012 vorgesehen, sollte aber nach Meldung an die IAEA bereits zum 30. Juli 2012 aufgenommen worden sein.

## Erdbebengefahr
Aufgrund der Lage auf dem Alpidischen Gebirgsgürtel ist nahezu das gesamte Staatsgebiet des Iran eine seismisch hochaktive Region. Auch in Regionen nahe dem Atomkraftwerk kommt es immer wieder zu Erdbeben.
Nach einem Erdbeben der Stärke 6,1 am 8. April 2013 mit 37 Toten und 850 Verletzten und dem Epizentrum knapp 90 km südöstlich der Stadt Buschehr wurden laut dem Provinz-Gouverneur keine Schäden an der Atomanlage festgestellt.
Am 19. April 2018 ereignete sich ein weiteres Erdbeben der Stärke 5,9. Das Epizentrum des Bebens lag 100 km von Buschehr entfernt.

## Daten der Reaktorblöcke
Das Kernkraftwerk Buschehr hat zwei Blöcke (Quelle: IAEA, Stand: September 2022):
| Block | Reaktortyp | Modell     | Status     | Netto- leistung in MWe (Design) | Brutto- leistung in MWe | Therm. Leistung in MWt | Baubeginn  | Erste Kritikalität | Erste Netzsyn- chronisation | Kommer- zieller Betrieb (geplant) | Abschal- tung (geplant) | Einspeisung in TWh |
| ----- | ---------- | ---------- | ---------- | ------------------------------- | ----------------------- | ---------------------- | ---------- | ------------------ | --------------------------- | --------------------------------- | ----------------------- | ------------------ |
| 1     | PWR        | VVER V-446 | In Betrieb | 915                             | 1000                    | 3000                   | 01.05.1975 | 08.05.2011         | 03.09.2011                  | 23.09.2013                        | –                       | 45,95              |
| 2     | PWR        | VVER       | In Bau     | 974                             | 1057                    | 3012                   | 27.09.2019 | –                  | –                           | –[veraltet]                       | –                       | –                  |

1. ↑  V-528 VVER-1000 AES-92 GIII+